# C'est dur d'être un homme : Une vie simple
Série C'est dur d'être un homme
C'est dur d'être un homme : Le Bon Samaritain
(1971) C'est dur d'être un homme : Mon cher quartier
(1972)
Pour plus de détails, voir Fiche technique et Distribution.
C'est dur d'être un homme : Une vie simple (男はつらいよ 寅次郎恋歌, Otoko wa tsurai yo: Torajirō koiuta) est un film japonais réalisé par Yōji Yamada et sorti en 1971. C'est le 8e film de la série C'est dur d'être un homme.

## Synopsis
Hiroshi Suwa reçoit un télégramme de son père annonçant que sa mère est au plus mal. Hiroshi et Sakura se rendent précipitamment à Takahashi, mais arrivent trop tard. Le jour des funérailles, Sakura est embarrassée de voir Tora-san surgir pour présenter ses condoléances puis enchaîner les maladresses. De retour à Shibamata, Sakura téléphone à son beau-père, resté vivre seul dans sa maison de famille pour prendre de ses nouvelles. Elle est surprise d'entendre Tora-san lui répondre. Ce dernier a décidé de tenir compagnie au veuf et étonnamment, l'austère professeur d'université et le fantasque vendeur ambulant s'entendent plutôt bien.
Touché par un discours du professeur Suwa sur le bonheur simple d'un repas de famille, Tora-san est pris de nostalgie et retourne auprès de sa famille à Shibamata. Là, il fait la connaissance de Takako, une belle veuve qui vient d'ouvrir une cafétéria près du temple Shibamata Taishakuten et de son fils, un garçon timide et mélancolique. Il décide de les aider.

## Fiche technique
- Titre : C'est dur d'être un homme : Une vie simple[1]
- Titre original : 男はつらいよ 寅次郎恋歌 (Otoko wa tsurai yo: Torajirō koiuta?)
- Titres anglais : Tora-san's Love Call ; Tora-san's Love Song[2]
- Réalisation : Yōji Yamada
- Scénario : Yōji Yamada et Yoshitaka Asama
- Photographie : Tetsuo Takaha (ja)
- Montage : Iwao Ishii (ja)
- Musique : Naozumi Yamamoto
- Décors : Kiminobu Satō
- Sociétés de production : Shōchiku
- Pays de production :  Japon
- Langue originale : japonais
- Format : couleur — 2,35:1 — 35 mm — son mono
- Genres : comédie dramatique ; romance
- Durée : 114 minutes[3] (métrage : neuf bobines - 3 122 m[3])
- Dates de sortie :
  - Japon : 20 novembre 1971[3]
  - États-Unis : 14 avril 1973[2]

## Distribution
- Kiyoshi Atsumi : Torajirō Kuruma / Tora-san
- Chieko Baishō : Sakura Suwa, sa demi-sœur
- Shin Morikawa (ja) : Ryūzō Kuruma, son oncle
- Chieko Misaki (ja) : Tsune Kuruma, sa tante
- Gin Maeda (en) : Hiroshi Suwa, le mari de Sakura
- Hayato Nakamura : Mitsuo Suwa, le fils de Sakura et Hiroshi
- Takashi Shimura : le professeur Suwa, son père
- Yasukiyo Umeno (ja) : Tsuyoshi Suwa, son frère ainé
- Takanobu Hozumi (en) : Osamu Suwa, second frère de Hiroshi
- Junko Ikeuchi : Takako Rokuhara
- Yoshio Yoshida (ja) : le directeur d'une troupe de théâtre ambulant
- Mari Okamoto (en) : Sayuri Ōzora, sa fille
- Hisao Dazai (ja) : Umetarō Katsura, le voisin imprimeur
- Chishū Ryū : Gozen-sama, le grand prêtre

## Autour du film
Le film est classé 8e meilleur film japonais de l'année 1971 par la revue Kinema Junpō,.

## Récompense
- 1972 : Yōji Yamada obtient le prix du film Mainichi du meilleur réalisateur pour les films C'est dur d'être un homme : Un air de candeur, C'est dur d'être un homme : Le Bon Samaritain et C'est dur d'être un homme : Une vie simple[6]